# Депутатская группа
Депутатская группа — форма объединения депутатов в парламенте. Депутаты объединяются в группы на основе общности политических целей. В депутатскую группу могут объединиться депутаты, не вошедшие во фракции.

## Депутатские группы в парламенте России
В Государственной думе России регистрации подлежат депутатские группы численностью не менее 55 депутатов (норма введена постановлением Думы от 29 декабря 2003 года, ранее было достаточно 35 человек). Депутат вправе состоять только в одном депутатском объединении (во фракции либо депутатской группе). Депутатская группа избирает своего руководителя, который входит в Совет Государственной думы и представляет группу на заседаниях палаты, в государственных органах и общественных объединениях. Комитеты и комиссии Государственной думы формируются, как правило, по принципу пропорционального представительства фракций и депутатских групп.
В современной российской Государственной Думе депутатские группы формировались в I, II и III созывах, до принятия соответствующих законодательных запретов. Депутатские группы учитывались при распределении руководящих постов в парламенте (в I и II созывах, с 2002 года - в III созыве), в том числе обладали правом предлагать собственного Заместителя председателя Государственной думы, кандидатура которого согласовывалась (во всех случаях успешно) пленарным заседанием палаты.